# Делафлоксацин
Делафлоксацин (англ. Delafloxacin) — синтетичний антибіотик з групи фторхінолонів, що застосовується перорально та парентерально. Делафлоксацин розроблений у лабораторії американської компанії «Rib-X Pharmaceuticals», та схвалений FDA у червні 2017 року.

## Фармакологічні властивості
Делафлоксацин — протимікробний засіб з групи фторхінолонів. Діє бактерицидно, порушуючи синтез ДНК в бактеріальних клітинах, блокуючи 2 життєво важливих ферменти бактерій — ДНК-гіразу та топоізомеразу, причому однаково ефективно діє на обидва цих ферменти. Препарат має широкий спектр антибактеріальної дії. До делафлоксацину чутливі такі мікроорганізми: стафілококи, зокрема Staphylococcus aureus (включаючи метицилін-резистентний Staphylococcus aureus та метицилін-чутливий Staphylococcus aureus), Staphylococcus haemolyticus, Staphylococcus lugdunensis, більшість стрептококів, Enterococcus faecalis, Escherichia coli, Enterobacter cloacae, Klebsiella pneumoniae, Pseudomonas aeruginosa, Neisseria gonorrhoeae, легіонелли, Haemophilus influenzae, Helicobacter pylori. Делафлоксацин має здатність накопичуватися у біоплівках, утворених деякими видами бактерій на уражених ділянках, що дає можливість вважати препарат більш ефективним до плівкових форм бактерій. Делафлоксацин менш чутливий до зниження pH зовнішнього середовища, на відміну від інших фторхінолонів, зокрема ципрофлоксацину і моксифлоксацину, які більш ефективні у середовищі з низьким pH. Делафлоксацин застосовується при важких інфекціях шкіри, спричинених чутливими мікроорганізмами, урогенітальних інфекцій, спричинених Neisseria gonorrhoeae, інфекціях черевної порожнини, а також при госпітальній пневмонії та інших респіраторних інфекціях. Препарат також не спричинює подовження інтервалу QT, навіть у дозах, вищих за терапевтичні.

### Фармакодинаміка
Делафлоксацин швидко всмоктується зі шлунково-кишкового тракту, біодоступність препарату становить у середньому 58,8 %. Максимальна концентрація в крові при пероральному прийомі досягається протягом 48-60 хвилин, при внутрішньовенному введенні — за 60 хвилин. Делафлоксацин добре (на 84 %) зв'язується з білками плазми крові. Препарат частково метаболізується в печінці. Виводиться делафлоксацин з організму переважно нирками (50—65 %), виводиться також з калом. Період напіввиведення становить 3,7 годин при внутрішньовенному введенні та 4,2–8,5 годин при пероральному застосуванні, при помірній та вираженій нирковій недостатності цей час може збільшуватись.

## Показання до застосування
Делафлоксацин застосовують при гострих бактеріальних інфекціях шкіри та структур шкіри, спричинених чутливими до препарату мікроорганізмами.

## Побічна дія
При застосуванні делафлоксацину найчастішими побічними реакціями є нудота, діарея, блювання, головний біль, підвищення концентрації амінотрансфераз, нерідко спостерігаються алергічні реакції, зокрема кропив'янка, колапс і свербіж шкіри; як і при застосуванні інших препаратів групи можливе виникнення тендовагініту, розриву сухожилля, ураження нервової системи, розрив аневризми аорти, гіпоглікемія.

## Протипоказання
Абсолютним протипоказанням до застосування делафлоксацину є гіперчутливість до препарату або інших фторхінолонів, не рекомендований препарат при вагітності, годуванні грудьми, особам у віці до 18 років.

## Форми випуску
Делафлоксацин випускається у вигляді таблеток по 0,45 г; та флаконів для ін'єкцій із вмістом діючої речовини по 300 мг.